# Rotemburgo (distrito)
Rotemburgo (em alemão: Rotenburg) é um distrito (Kreis ou Landkreis) da Alemanha localizado no estado de Baixa Saxônia.

## Cidades e municípios
|                                                                                             | | | |
| Cidades                                                                                     | Samtgemeinden | Samtgemeinden | Samtgemeinden |
| 1. Bremervörde 2. Rotemburgo 3. Visselhövede Municípios (livres) 1. Gnarrenburg 2. Scheeßel | - 1. Bothel 1. Bothel1 2. Brockel 3. Hemsbünde 4. Hemslingen 5. Kirchwalsede 6. Westerwalsede - 2. Fintel 1. Fintel 2. Helvesiek 3. Lauenbrück1 4. Stemmen 5. Vahlde - 3. Geestequelle 1. Alfstedt 2. Basdahl 3. Ebersdorf 4. Hipstedt 5. Oerel1 | - 4. Selsingen 1. Anderlingen 2. Deinstedt 3. Farven 4. Ostereistedt 5. Rhade 6. Sandbostel 7. Seedorf 8. Selsingen1 - 5. Sittensen 1. Groß Meckelsen 2. Hamersen 3. Kalbe 4. Klein Meckelsen 5. Lengenbostel 6. Sittensen1 7. Tiste 8. Vierden 9. Wohnste | - 6. Sottrum 1. Ahausen 2. Bötersen 3. Hassendorf 4. Hellwege 5. Horstedt 6. Reeßum 7. Sottrum1 - 7. Tarmstedt 1. Breddorf 2. Bülstedt 3. Hepstedt 4. Kirchtimke 5. Tarmstedt1 6. Vorwerk 7. Westertimke 8. Wilstedt - 8. Zeven 1. Elsdorf 2. Gyhum 3. Heeslingen 4. Zeven1, 2 |
|                                                                                             | 1sede do Samtgemeinde; ²cidades | | |